# Pogwizdów Nowy
Pogwizdów Nowy – część Rzeszowa, a do 31 grudnia 2020 r. miejscowość w Polsce, położona w województwie podkarpackim, w powiecie rzeszowskim, w gminie Głogów Małopolski. Posiada powierzchnię 240,01 ha. Stanowi jednostkę pomocniczą Rzeszowa jako osiedle Pogwizdów Nowy. 
Jest najdalej wysuniętą na północ dzielnicą miasta.
Z Pogwizdowa Nowego do Rudnej Małej na mocy uchwały Rady Miejskiej w Głogowie Małopolskim z dnia 30 grudnia 2019 r. została przyłączona Pieronka, która stała się częścią Rzeszowa jako obszar Pogwizdowa Nowego z dniem 1 stycznia 2021 r. na podstawie rozporządzenia Rady Ministrów.